# Phares de Whitby West Pier
Les phares de Whitby West Pier (ou phares du quai ouest de Whitby) sont deux phares situés au bout de la jetée ouest du port de Whitby, dans le comté du Yorkshire du Nord en Angleterre. Celui de 1831 est désormais inactif et a été remplacé par celui de 1914. Il ne faut pas les confondre avec le phare de Whitby situé au sud-est du port.
Ce phare est géré par l'autorité portuaire de Whitby.
Le phare le plus ancien est maintenant protégé en tant que monument classé du Royaume-Uni de Grade II.

## Histoire

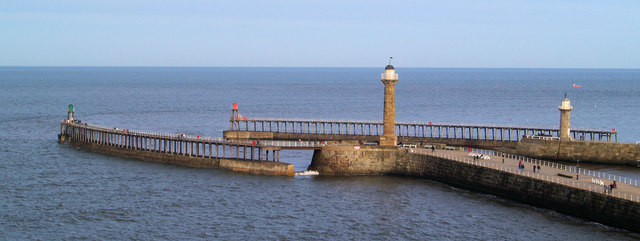
Les phares de Whitby

Le port de Whitby a d'abord été doté de deux phares, maintenant monuments classés de grade II, établis sur chacun des deux quais. Après l'extension des deux jetées, deux nouvelles lumières ont été établies en avant des deux anciens.
Sur l'extension de la jetée ouest se trouve une corne de brume qui émet un son toutes les 30 secondes durant les périodes de brouillard.

### Le phare ouest ancien

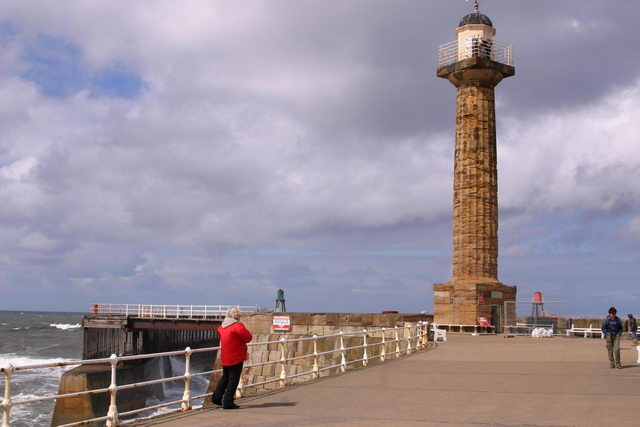
West Pier Lighthouse

Le phare ouest, construit en 1831, est le plus grand avec 25,5 m de haut. C'est une tour cylindrique en pierre cannelée avec une lanterne sur une galerie carrée rambardée. La tour est non peinte, la lanterne est blanche avec un dôme noir. Il émettait une lumière verte fixe pour marquer l'autorisation aux navires d'entrer dans le port.
Autrefois ouvert pour la montée dans sa lanterne, le phare a été fermé en février 2012 pour des travaux de restauration. La restauration de la jetée ouest est prévue entre 2017 et 2018. L'ancien phare est de nouveau ouvert au visite selon le calendrier établi par l'office du tourisme du port.
Identifiant : ARLHS : ENG-165 - Amirauté : A2599.2 -

### Le phare ouest nouveau

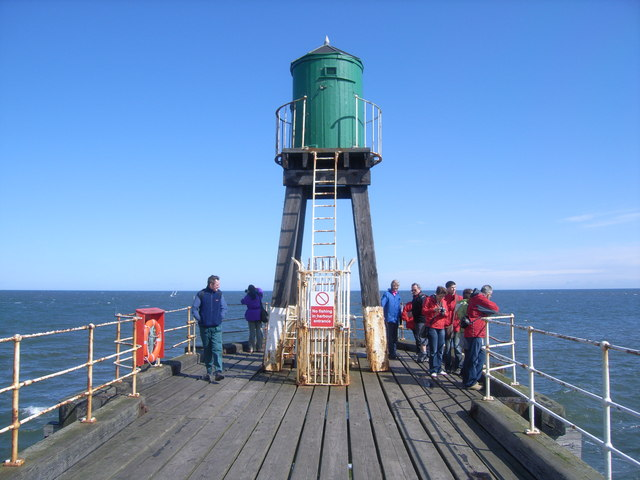
West Pier Light

Les jetées du port de Whitby ont été étendues en 1914 et le feu actif du premier phare a été déplacé sur une tourelle construite sur l'extension. Celle-ci est une tour carrée en bois, avec lanterne, de 7 m de haut, peinte en vert. Les jambes en bois ne sont pas peintes. Le feu émet une lumière verte continue. Le site est ouvert et la tourelle est fermée.
Identifiant : ARLHS : ENG-165 - Amirauté : A2599 - NGA : 1984 .

### Liens connexes
- Liste des phares en Angleterre
- Phare de Whitby
- Phares de Whitby East Pier